# Taguig Vipers
I Taguig Vipers sono una squadra di football americano di Taguig, nelle Filippine.

## Dettaglio stagioni

### Tornei nazionali

#### Campionato

##### PAFL
| Stagione | regular season | regular season | regular season | regular season | regular season | regular season | playoff | playoff | playoff | playoff | playoff | playoff    | playoff     |
|          | Vin            | Par            | Per            | Tot            | PF             | PS             | Vin     | Per     | Tot     | PF      | PS      | risultato  | avversaria  |
| -------- | -------------- | -------------- | -------------- | -------------- | -------------- | -------------- | ------- | ------- | ------- | ------- | ------- | ---------- | ----------- |
| 2019     | 1              | 0              | 5              | 6              | 37             | 261            | 0       | 1       | 1       | 8       | 44      | Semifinale | Manila Datu |
| Totale   | 1              | 0              | 5              | 6              | 37             | 261            | 0       | 1       | 1       | 8       | 44      |            |             |

Fonti: Enciclopedia del Football - A cura di Roberto Mezzetti

### Riepilogo fasi finali disputate
| Anno            | Luogo | Evento | Fase del torneo | Incontro                    | Risultato |
| 3 novembre 2019 |       | PAFL   | Semifinale      | Manila Datu - Taguig Vipers | 44 - 8    |